# Ікшваку
Ікшваку — династія, що панувала державою в регіоні Андхра. Утворилося після занепаду держави Сатавахана. Була васалом Калінги, а зрештою було розділено Абхірами і Паллавами.

## Історія
Стародавні санскритські тексти, такі як Рігведа, Атхарваведа та Джаймінія Упанішада Брахмана, згадують легендарного царя на ім'я Ікшваку («Гарбуз»). Більш пізні тексти, такі як Рамаяна і Пурани, пов'язують династію нащадків Ікшваку з державою Кошала.
Васіштіпутра Чамтамула, засновник династії Ікшваку, вів родовід з цих Кошалських Ікшваку, але це є сумнівно. Він зміг утворити власну державу після занепаду імперії Сатавахана на початку III ст., що засвідчують написи Рентала (5-й рік панування Чамтамули) та Кесанапаллі (13-й рік панування Чамтамули) на колоні буддійської ступи. Відомостей про батьків Чамтамули немає, за винятком того, що у його батька було кілька дружин і дочок. Чамтамулу як виконавця ведичних жертвоприношень, таких як агніштома, ваджапея та ашвамедха. Ці описи підтверджуються археологічними відкриттями, зокрема монетами типу ашвамедха Чамтамули; резервуаром, який використовувався для церемонії авабріта, курмачіті (жертовником у формі черепахи) і скелетом коня.
Розбудову держави продовжив його син Вірапурушадатта, а держава досягла найбільшого піднесення за наступного магараджи Егували Чамтамули, за якого при дворі набула впливу знать з держави Західних Кшатрапів. Його напис Патагандігудем є найдавнішою відомою мідною грамотою з Індостану. За часів наступного магараджи Рудрапурушадатти держава зазнала поразки від Калінги, визнавши її зверхність. Водночас було підтверджено союз з Західними Кшатрапами.
Десь в першій половині IV ст. за панування Васусени ззанав вторгнення з боку династій Абхіра і Паллавів, відя ких зазнав ніщивних поразок, внаслідок чого його державу було розділено. Окремі князівства існували ще декількох десятиліть.

## Територія
Панувала частиною сучасних штатів Андхра-Прадеш і Телангани. Їхні написи були виявлені в Нагарджунаконда, Джаггайяпета, Коттампалугу, Гуразала, Рентала та Уппугундуру.

## Культура
Скіфський вплив можна помітити в палаці у столиці Віджаяпурі, особливо через рельєфи скіфських воїнів у шапках і одязі. Першими володарями було побудовано багато шайвістських храмів. Зачасів магараджи Егували Чамтамули відбулося зростання брагманізму та будівництво храмів Нодагішвара-свамін, Пушпабгадра-свамін і Сарвадева.

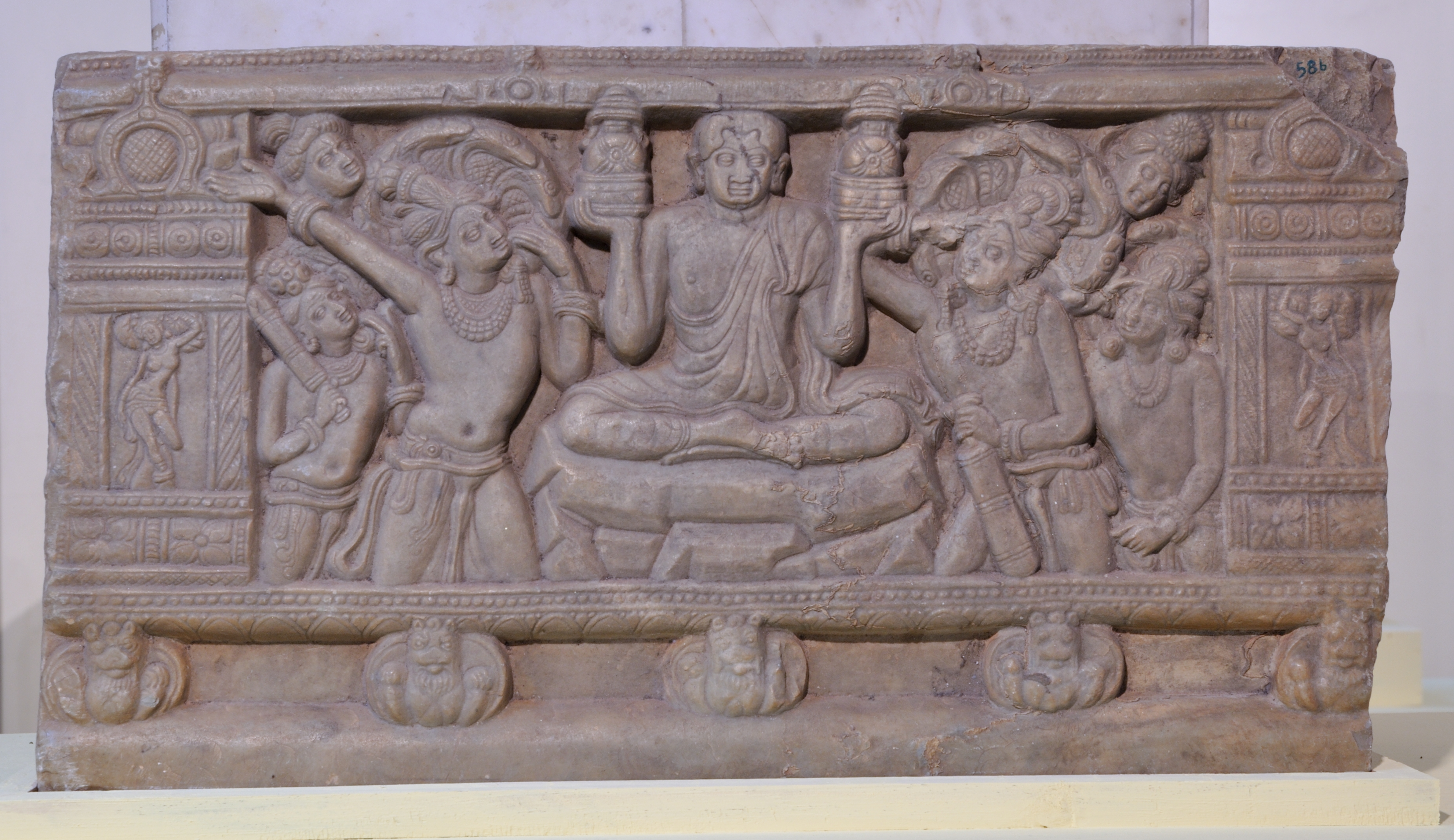
Скульптура, що зображує розділення реліквій Будди. Віджаяпурі

Буддизм також процвітав, кілька представників династії сприяли будівництву буддійських святинь. Чамташрі, сестра Чамтамули, щедро пожертвувала на будівництво магачайт'ї («великої чайт'ї»). Релікварій із зубом Будди (згідно з місцевим написом) був виявлений серед руїн цієї магачайт'ї.